# Seram

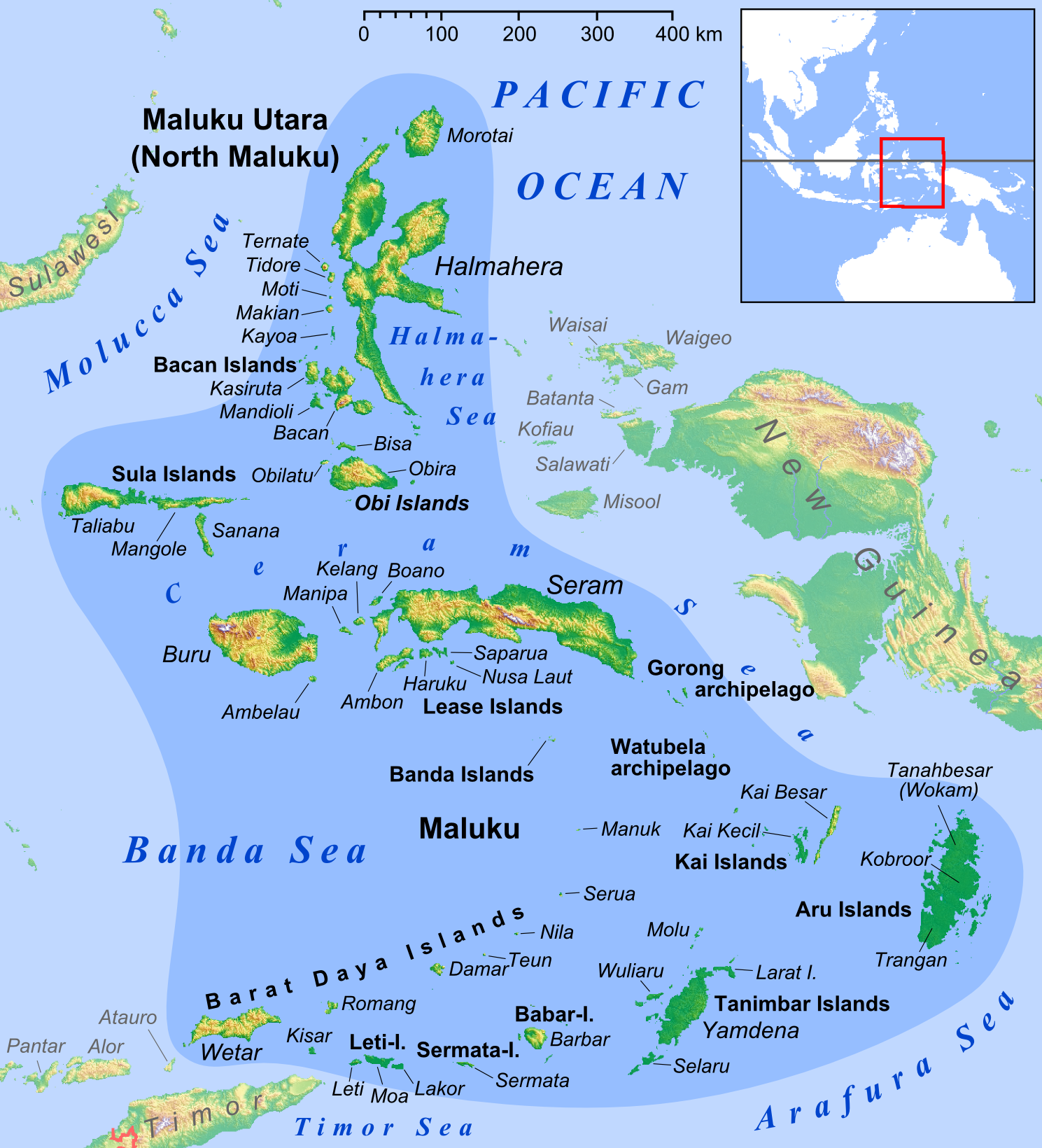
Översiktskarta

Seram (indonesiska Pulau Seram, även Seran och Serang, tidigare Ceram) är en ö i Malukuprovinsen i Indonesien i västra Stilla havet.

## Geografi
Seramön är en del i Moluckerna och ligger cirka 2 200 km öster om Jakarta i Bandasjön och endast cirka 10 km nordöst om Ambon. 
Ön är av vulkaniskt ursprung och har en area om cirka 17 148 km² med en längd på cirka 340 och cirka 65 km bred. Ön täcks till stora delar av tropisk regnskog.
Seramön är glest befolkad och invånarna är främst spridda över byar längs kusten. Huvudorten Masohi ligger på öns södra del. Den högsta höjden är Gunung Binaiya på cirka 3 020 m ö.h. och området kring berget är den 1 890 km² stora nationalparken Balai Taman Nasional Manusela.
Strax utanför den södra kusten ligger även ögruppen Leaseöarna med öarna Haruku, Saparua, Nusa Laut och Molana.
Förvaltningsmässigt ingår ön i "kabupaten" (distrikt) Maluku Tengah.

## Historia
Seramön beboddes troligen av melanesier redan cirka 1500 f Kr och ingick i sultanatet Ternate men styrdes tidvis även från Buru.
I början på 1500-talet kom portugisiska missionärer till ön och på tidigt 1600-tal började holländska handelsmän att etablera sig här till ön 1650 övertogs av Vereenigde Oostindische Compagnie (Holländska Ostindiska Kompaniet).
Nederländerna behöll kontrollen över ön, förutom en kort tid under andra världskriget då området ockuperades av Japan, fram till Indonesiens självständighet.
Efter Indonesiens självständighet 1949 växte missnöjet över centralstyret vilket den 25 april 1950 ledde till ett ensidigt utropande av Republik Maluku Selatan (Republiken Sydmoluckerna). Detta försök till självstyre slogs ned av indonesiska trupper på några veckor.
Oroligheterna mellan muslimer och kristna som drabbade Ambon nådde även Seramön.